# Thought Gang
Thought Gang è un album in studio collaborativo del compositore statunitense Angelo Badalamenti e del regista e musicista statunitense David Lynch, pubblicato il 2 novembre 2018 da Sacred Bones Records.

## Tracce
Testi e musiche di Angelo Badalamenti e David Lynch.

1. Stalin Revisited – 2:02
2. Logic and Common Sense – 3:34
3. One Dog Bark – 3:07
4. Woodcutters from Fiery Ships – 4:35
5. A Real Indication – 5:34
6. Jack Paints it Red – 3:40
7. A Meaningless Conversation – 3:13
8. Frank 2000 Prelude – 1:53
9. Mult-Tempo Wind Boogie – 4:09
10. The Black Dog Runs at Night – 1:45
11. Frank 2000 – 16:41
12. Summer Night Noise – 9:02

## Formazione
- Angelo Badalamenti – voce, sintetizzatore, piano
- David Lynch – percussioni, voce, sintetizzatore, chitarra
- Reggie Hamilton – basso acustico, basso elettrico, chitarra
- Gerry Brown – batteria, percussioni
- Tom Rainer – tastiera, clarinetto, sassofono